# Bigadiç Belediyesi Spor Kulübü 2023-2024
Questa voce raccoglie le informazioni riguardanti il Bigadiç Belediyesi Spor Kulübü nelle competizioni ufficiali della stagione 2023-2024.

## Stagione
Il Bigadiç Belediyesi Spor Kulübü non utilizza alcuna denominazione sponsorizzata nella stagione 2023-24.
Si classifica al tredicesimo posto in Efeler Ligi, retrocedendo in Voleybol 1. Ligi, mentre in Coppa di Turchia non supera la fase a gironi.

## Organigramma societario
Area direttiva
- Presidente: Yakup Aygören

Area tecnica
- Allenatore: Tolga Altıntaş
- Allenatore in seconda: Ömer Tekeli
- Scoutman: Soner Çay

## Rosa
| N° | Nome               | Ruolo | Data di nascita   | Nazionalità sportiva |
| -- | ------------------ | ----- | ----------------- | -------------------- |
| 1  | Görkem Yazgan      | P     | 3 giugno 1991     | Turchia              |
| 2  | Vefa Yılmaz        | P     | 24 febbraio 1982  | Turchia              |
| 3  | İlker Çakır        | S     | 1º gennaio 2001   | Turchia              |
| 5  | Taha Erden         | S     | 13 gennaio 2002   | Turchia              |
| 6  | Eren Kanlı         | S     | 16 gennaio 1999   | Turchia              |
| 7  | Andaç Kapan        | O     | 4 aprile 1990     | Turchia              |
| 9  | Behnam Ebrahimi    | S     | 7 settembre 1996  | Iran                 |
| 10 | Gökhan Çatal       | P     | 14 febbraio 1990  | Turchia              |
| 11 | Yiğit Yıldız       | C     | 21 luglio 1999    | Turchia              |
| 12 | Arinze Nwachukwu   | O     | 15 agosto 2002    | Nigeria              |
| 13 | Kadir Bircan       | C     | 10 aprile 1996    | Turchia              |
| 15 | Salih Özdemir      | L     | 10 settembre 1993 | Turchia              |
| 16 | Berk Dilmenler     | O     | 29 luglio 2004    | Turchia              |
| 17 | Evandro de Souza   | S     | 18 aprile 1988    | Brasile              |
| 20 | Murat Al           | C     | 19 ottobre 2000   | Turchia              |
| 23 | Altay Demirci      | S     | 14 aprile 1999    | Turchia              |
| 99 | Tayeb Einisamarein | C     | 30 maggio 1997    | Iran                 |

## Statistiche

### Statistiche di squadra
| Competizione     | Punti | In casa | In casa | In casa | In trasferta | In trasferta | In trasferta | Totale | Totale | Totale |
| Competizione     | Punti | G       | V       | P       | G            | V            | P            | G      | V      | P      |
| ---------------- | ----- | ------- | ------- | ------- | ------------ | ------------ | ------------ | ------ | ------ | ------ |
| Efeler Ligi      | 6     | 13      | 2       | 11      | 13           | 0            | 13           | 26     | 2      | 24     |
| Coppa di Turchia | 1     | 0       | 0       | 0       | 0            | 0            | 0            | 2      | 0      | 2      |
| Totale           | -     | 13      | 2       | 11      | 13           | 0            | 13           | 28     | 2      | 26     |

G = partite giocate; V = partite vinte; P = partite perse

### Statistiche dei giocatori
| Giocatore       | Campionato | Campionato | Campionato | Campionato | Campionato | Coppa di Turchia | Coppa di Turchia | Coppa di Turchia | Coppa di Turchia | Coppa di Turchia | Totale | Totale | Totale | Totale | Totale |
| Giocatore       | P          | PT         | AV         | MV         | BV         | P                | PT               | AV               | MV               | BV               | P      | PT     | AV     | MV     | BV     |
| --------------- | ---------- | ---------- | ---------- | ---------- | ---------- | ---------------- | ---------------- | ---------------- | ---------------- | ---------------- | ------ | ------ | ------ | ------ | ------ |
| M. Al           | 24         | 97         | 64         | 21         | 12         | 2                | 0                | 0                | 0                | 0                | 26     | 97     | 64     | 21     | 12     |
| K. Bircan       | 23         | 66         | 43         | 17         | 6          | 2                | 1                | 0                | 0                | 1                | 25     | 67     | 43     | 17     | 7      |
| İ. Çakır        | 19         | 23         | 19         | 1          | 3          | 2                | 0                | 0                | 0                | 0                | 21     | 23     | 19     | 1      | 3      |
| G. Çatal        | 23         | 17         | 9          | 3          | 5          | 2                | 5                | 2                | 1                | 2                | 25     | 22     | 11     | 4      | 7      |
| A. Demirci      | 3          | 12         | 11         | 0          | 1          | 0                | 0                | 0                | 0                | 0                | 3      | 12     | 11     | 0      | 1      |
| E. de Souza     | 5          | 46         | 41         | 4          | 1          | -                | -                | -                | -                | -                | 5      | 46     | 41     | 4      | 1      |
| B. Dilmenler    | 2          | 12         | 11         | 1          | 0          | 2                | 30               | 25               | 3                | 2                | 4      | 42     | 36     | 4      | 2      |
| B. Ebrahimi     | 10         | 107        | 92         | 8          | 7          | 2                | 22               | 19               | 3                | 0                | 12     | 129    | 111    | 11     | 7      |
| T. Einisamarein | 14         | 79         | 46         | 28         | 5          | 2                | 6                | 5                | 1                | 0                | 16     | 85     | 51     | 29     | 5      |
| T. Erden        | 24         | 161        | 141        | 12         | 8          | 2                | 7                | 7                | 0                | 0                | 26     | 168    | 148    | 12     | 8      |
| E. Kanlı        | 23         | 136        | 118        | 8          | 10         | 2                | 28               | 22               | 3                | 3                | 25     | 164    | 140    | 11     | 13     |
| A. Kapan        | 22         | 49         | 42         | 5          | 2          | 2                | 2                | 2                | 0                | 0                | 24     | 51     | 44     | 5      | 2      |
| A. Nwachukwu    | 17         | 292        | 248        | 30         | 14         | -                | -                | -                | -                | -                | 17     | 292    | 248    | 30     | 14     |
| S. Özdemir      | 24         | 0          | 0          | 0          | 0          | 2                | 0                | 0                | 0                | 0                | 26     | 0      | 0      | 0      | 0      |
| G. Yazgan       | 4          | 3          | 2          | 1          | 0          | 2                | 0                | 0                | 0                | 0                | 6      | 3      | 2      | 1      | 0      |
| Y. Yıldız       | 13         | 49         | 30         | 18         | 1          | 2                | 6                | 2                | 4                | 0                | 15     | 55     | 32     | 22     | 1      |
| V. Yılmaz       | 19         | 33         | 14         | 5          | 14         | -                | -                | -                | -                | -                | 19     | 33     | 14     | 5      | 14     |

P = presenze; PT = punti totali; AV = attacchi vincenti; MV = muri vincenti; BV = battute vincenti